# Wielki Atraktor

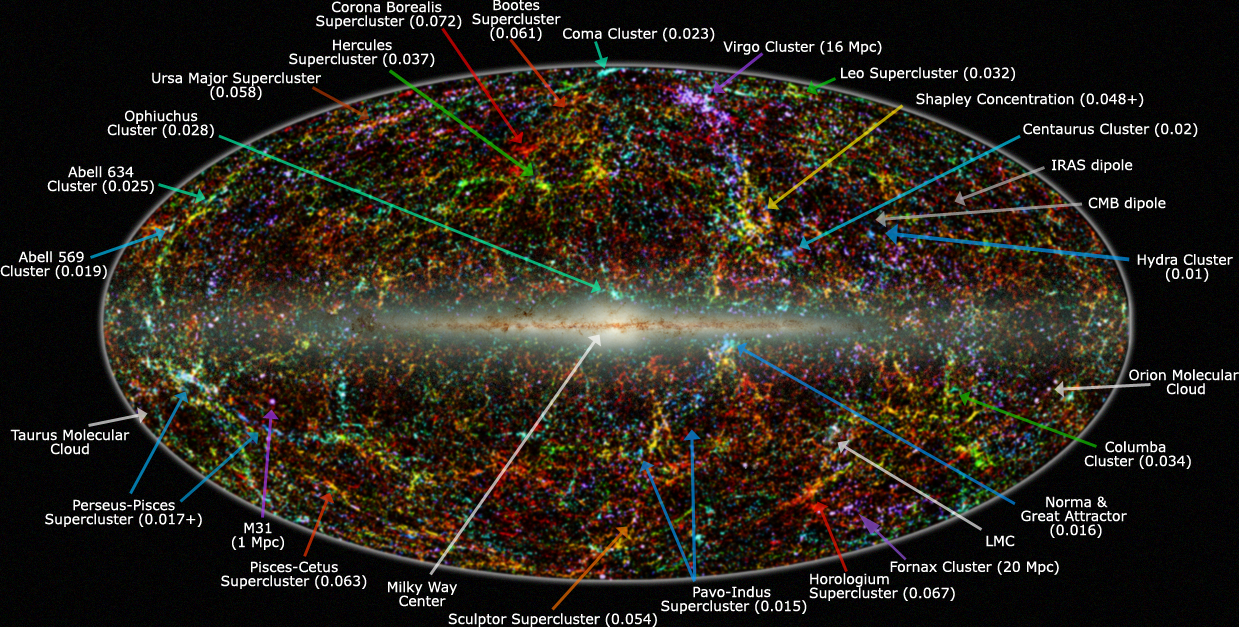
Panoramiczny widok niemal całego nieba w podczerwieni - miejsce gdzie znajduje się Wielki Atraktor jest wskazane przez długą niebieską strzałkę w prawym dolnym rogu.

Wielki Atraktor – olbrzymie skupisko gromad galaktyk, rozciągające się od gwiazdozbioru Centaura i Hydry do gwiazdozbioru Pawia, z centrum w gwiazdozbiorze Węgielnicy, w dużej mierze przesłonięte przez mgławice leżące w płaszczyźnie dysku naszej Galaktyki.
Wielki Atraktor został odkryty w 1987 przez zespół naukowców (nazwany grupą „siedmiu samurajów”) w składzie: Donald Lynden-Bell z Uniwersytetu w Cambridge, Sandra Faber z Uniwersytetu Kalifornijskiego w Santa Cruz, David Burstein z Uniwersytetu Stanu Arizona, Roger Davies z Narodowych Obserwatoriów Astronomii Optycznej, Alan Dressler z Instytutu Carnegie, Robert J. Terlevich z Królewskiego Obserwatorium w Greenwich i Gary Wegner z Dartmouth College.
Wielki Atraktor swym oddziaływaniem grawitacyjnym powoduje ruch galaktyk z Supergromady Lokalnej ku swemu centrum z prędkością rzędu 100-300 km/s. Masę Wielkiego Atraktora ocenia się na 5 × 1015 mas Słońca, czyli około 1046 kg.
Wielki Atraktor należy do wielkoskalowych struktur we Wszechświecie.